# قاسم خان (سلطان)
قاسم بن جانيبك خان (بالقازاقية: Қасым бин Жәнібек хан)‏، يعرف إختصارًا باسم (قاسم خان)، هو رابع خان حكم خانية القازاق بين عامي (1511-1521) وأهم من ساهم بتوحيد قبائل الكازاخ وتكوين دولة موحدة مترامية الأطراف، بالإضافة إلى كونه قائد مسلم ساهم بتعزيز مكانة الدين الإسلامي في منطقة آسيا الوسطى.

## حياته
ولد قاسم خان عام 1445م في خانية الأوزبك [الإنجليزية] بنسل يمتد بشكل مباشر إلى جوجي بن جنكيز خان، أبوه هو أبو سعيد جانيبك خان أحد مؤسسي خانية القازاق والخان الثاني في تسلسل الحكم بعد كيري خان، وأمه هي جاغان-بيغوم خانم، لديه ثمانية أشقة ذكور وإثنتين من الإناث.
تزوج قاسم-خان مرتين، زوجته الأولى هي «خانيك سلطان خانم» أنجب منها إبنين هما محمد بن قاسم [الإنجليزية] الملقب (ماماش) وهو إبنه الأكبر والثاني حقنظر حيدر بن قاسم [الإنجليزية](أ)، وتزوج مرة أخرى من «سلطان نيغار خانم» زوجة أخيه المتوفى أديك، وأنجب منها ولد واحد هو أبو الخير بن قاسم.

## حكمه
يعتبر قاسم خان سلطان الأعظم الموحد لكافة قبائل الكازاخ، حتى انه إمتلك السيطرة على الحكم منذ عهد بوروندك خان الحاكم الثالث للكازاخ وفي نهاية الأمر قام بإرسال بوروندك خان إلى منفاه في سمرقند حيث توفي هناك، ثم إستلم من بعده لقب خان القازاق.
بعد إستلامه العرش عام 1511م قام قاسم بمواجهة ابن خالته محمد شيباني خان الأوزبك من أجل السيطرة على منطقة دشت قبجاق، وبعد أن تكبد الأوزبك خسائر فادحة بعدد من المعارك قرب بحيرة بالكاش، وافقت خانية الأوزبك [الإنجليزية] على تسليم سلطة الحكم في مناطق شمال نهر سرداريا إلى الكازاخ، وسع هذا أراضي حكم قاسم خان لتشمل كافة مناطق دولة كازاخستان اليوم وأجزاء من أوزبكستان وجنوب غرب سيبيريا وغرب الصين وقرغيزستان، وإستمرت خانية القازاق بحكم هذه الأراضي الشاسعة حتى القرن الثامن عشر عندما بدأت تعاني بصد هجمات قوات روسيا القيصرية في الشمال، وإمارة بخارى إلى الجنوب، وخانات زونغار في الشرق.
بعد إنتصاره على محمد شيباني، بدأ قاسم بإدخال تطويرات عسكرية ومدنية عديدة أهمها زيادة تعداد وقدرات قوات الكازاخ العسكرية، كما أنه وضع أول مخطوطة قوانين مدونة لحكم الدولة الكازاخية والتي تسمى «الدرب المنير لقاسم خان»(ب) تتضمن عدة حزم من القوانين تشمل (حقوق الملكية، الجرائم والعقوبات، القوانين العسكرية، الدبلوماسية والعلاقات الخارجية، والقوانين المدنية العامة)، بالإضافة إلى إنشاء بعض من أوائل السجلات المدونة باللغة القازاقية، حيث كانت التدوينات تتم بالعربية حتى القرن العشرين، ويذكر أنه خلال حكمه وصل تعداد سكان خانية القازاق إلى المليون نسمة.
توفي قاسم خان سنة 1521 ودفن في مدينة ساراي جوك، خلفه إبنه الأكبر «محمد بن قاسم» وأصبح الخان الخامس للكازاخ، حكم لمدة عامين ثم توفي متأثرًا بإصاباته في صراع داخلي، بينما إستلم «حقنظر» السلطة بعد 15 عام من وفاة شقيقه.

## نشر الثقافة الإسلامية
على جانب آخر يعتبر قاسم خان من أبرز الحكام المسلمين في منطقة اواسط آسيا لمساهتمه بترسيخ الدين الإسلامي وثقافته وفنونه، حيث تدين أغلب الناس الذين سكنوا منطاق دولة كازاخستان اليوم بالإسلام السني، الدين الذي بدأ إنتشاره في سهوب دشت قبجاق في بدايات القرن الثالث عشر لكنه ترسخ بشكل أكبر على يد «قاسم خان» ومن قبله حكام القبيلة الشيبانية، كتب ميرزا محمد حيدر دوغلات [الإنجليزية] حاكم الكازاخ الموكل على منطقة كشمير في كتابه (تاريخ رشيدي) عن نجاحات قاسم خان باستفاضة، لذا فهو أحد أقوى حكام العالم الإسلامي الشرقي إذا ما تم إستثناء السلطان سليم الأول العثماني وإسماعيل الصفوي.
أشرف قاسم خان على بناء العديد من المساجد والأضرحة خصوصًا في مناطق شمال كازاخستان والكثير منها لا يزال موجودًا إلى اليوم.

## هوامش
- أ: اسم مركب من كلمتين (حق) و (نظر) بينما (حيدر) هو لقب أضيف لإسمه لاحقًا.
- ب: باللغة الكازاخية (Қасым ханның қасқа жолы)